# Polyura gilolensis
Polyura gilolensis är en fjärilsart som beskrevs av Butler 1869. Polyura gilolensis ingår i släktet Polyura och familjen praktfjärilar. Inga underarter finns listade i Catalogue of Life.